# Johan Eberhard Geijer
Johan Eberhard Geijer, född 19 oktober 1733 i Uddeholm, Norra Råda socken, död 21 december 1796, var en svensk huvudmasmästare och brukspatron.
Johan Eberhard Geijer var son till brukspatron Bengt Gustaf Geijer och Lovisa Sophia Tranæa, samt gift med Anna Fredrika Löfman.
Geijer var huvudmasmästare i Värmland från 1760 till 1763. Han efterträdde sin bror, Emanuel af Geijerstam, som ägare till Bofors bruk 1762 och brukspatron på Lindfors bruk från omkring 1776.